# Pierre Bensusan
Pour les articles homonymes, voir Bensusan.
Pierre Bensusan, né à Oran le 30 octobre 1957, est un musicien guitariste virtuose, compositeur et un chanteur français.

## Biographie
Il arrive en région parisienne, à Suresnes, à l'âge de quatre ans, avec les rapatriés d'Algérie. Il commence le piano à 7 ans et la guitare à 11 ans. Il découvre en autodidacte la musique folk et Bob Dylan.

### Les débuts dans les années «folk»
En 1973, il interrompt ses études pour se consacrer à la musique folk. Après avoir joué avec le guitariste de blues Alain Giroux Doctor Jug and Mister Band, il accompagne à la mandoline le banjoiste américain Bill Keith et le guitariste chanteur Jim Rooney en tournée européenne, et lors d’enregistrements pour le disque Banjo Paris Session volume 2.
À 17 ans, il signe, avec Frédéric Leibovitz pour les disques Cézame, son premier album, Près de Paris, composé de pièces de guitare folk ou celtiques. Près de Paris est choisi pour servir d’indicatif à l’émission de France Inter Le Grand Parler d’Henri Gougaud. En 1976, il obtient la Rose d’Or du Festival de Montreux pour ce premier album. Bill Keith reprendra sa composition Sunday's Hornpipe dans un disque de 1984 (Banjoistics).
En 1978, il enregistre pour Cézame son deuxième album, 2, où il interprète en particulier le Roi Renaud (guitare et chant). En 1979, il enregistre un troisième album, Musiques. Ces trois premiers albums sont édités aux USA chez Rounder Records, et il fait sa première tournée dans ce pays

### Musiques du monde
À partir des années 1980, il collabore de manière récurrente avec le saxophoniste et multi-instrumentiste Didier Malherbe. L'album Solilaï, enregistré avec ce dernier en 1981, obtiendra la Mention du NAIRD à Chicago en 1983 et vend 65 000 exemplaires. Il le retrouvera en 1997-1998 pour une tournée en duo en Angleterre et en France et l'enregistrement d'un album Live au New Morning.
Il tourne dans le monde entier, et plus particulièrement en Amérique du Nord et dans les pays anglo-saxons, comme l'atteste son triple album live, Encore qui réunit des titres enregistrés entre 1998 et 2013 en France, mais aussi au Canada, en Irlande, en Autriche et surtout aux États-Unis, où il se produit régulièrement. Il est sans doute plus connu aujourd'hui aux États-Unis et au Canada qu'en France, comme le suggèrent les récompenses qui lui ont été attribuées.
Il est spécialiste des accords ouverts, notamment le DADGAD, très utilisés en musique country et musique celtique. Compositeur et improvisateur doué, c'est un concertiste qui développe avec passion un son particulier, le « son Bensusan ». Il utilise en particulier un système de réglage électronique, avec des retards, de la distorsion et les pédales diverses.
En 2020, pour la sortie de son album Awzan, il accorde un long entretien au journal en ligne lepetitjournal.com, dans lequel il expose longuement ses rapports avec l'Irlande, la musique celtique, et le luthier George Lowden, designer de la Pierre Bensusan signature.

### Enseignement et édition musicale
Pierre Bensusan donne des cours, stages, ateliers,workshops et masterclass dans le monde entier. Il organise en particulier un stage résidentiel d'une semaine à son domicile, tous les ans depuis 1996.
Il publie également des ouvrages de tablatures correspondant à ses disques : Le Livre de Guitare, en 1985 traduit en anglais en 1986 (The Guitar Book), Dadgad Music Composition From Spice & Wu We  en 1996 et Guitar Collection en édition bilingue en 2020. Enfin des méthodes video sont éditées par l'éditeur spécialisé Stefan Grossman Guitar Workshop et par Truefire (« Pierre Bensusan's DADGAD Explorer: Guitar Intuite - An interactive video masterclass covering DADGAD »).

### Récompenses (sélection)
- En 1976, son premier album Près de Paris obtient la Rose d’Or (Grand Prix du Disque Folk) du Festival de Montreux.
- En 2002, son album Intuite est primé comme Best Acoustic Instrumental Album par l'AFIM (American Association for Independent Music).
- En 2008 il est élu Le Meilleur Guitariste de World Music par les lecteurs de la première revue américaine de guitare, Guitar Player Magazine.
- En 2014, il obtient un Lifetime Achievment Award à l'Ards Guitar Festival (Northern Ireland). Il obtient aussi le Grand Prix des Independant Music Awards 2014, dans la catégorie du Meilleur Album en Public, pour son dernier triple album live Encore »[7].

### Vie privée
Il vit aujourd'hui près de Château-Thierry (Aisne). Avec son épouse et collaboratrice, la danseuse Doatea Cornu Bensusan, ils ont un fils, Théophile, né en 1993. Ce dernier est danseur de hip-hop professionnel, connu sous le nom de Joker Yudat.

## Discographie

### Albums
- 1975 : Près de Paris ( EO LP Cézame CEZ 1004, red. CD Dadgad Music, DM-1001)
- 1977 : Pierre Bensusan 2 (EO LP Cézame CEZ 1040, red. CD Dadgad Music, DM-1002)
- 1979 : Musiques (EO LP Cézame CEZ 1064, red. CD Dadgad Music, DM-1003)
- 1981 : Solilaï (EO LP CBS – 465085 1, red. CD Dadgad Music, DM-1004)
- 1988 : Spices (EP LP BFM 42665, red. Dadgad Music, DM-1005)
- 1993 : Wu Wei (Dadgad Music, DM-1006)
- 1997 : Live in Paris - enregistré au New Morning, avec Didier Malherbe (Dadgad Music DM-1007)
- 1999 : Nice feeling (Zebra Records - WEA)
- 2001 : Intuite (Dadgad Music, DM-1008)
- 2005 : Altiplanos (Dadgad Music, DM-1009)
- 2009 : À La Carte (Compilation de 15 morceaux, Dadgad Music, DM-1010)
- 2010 : Vividly (Dadgad Music, DM-1010)
- 2013 : Encore (triple album live)
- 2020 : Azwan

### Collectifs
- 1975 Banjo Paris Session, (initialement chez Pony/musigrass, puis Cézame CEZ 1005), participation comme guitariste (Nola avec Bill Keith), et comme mandoliniste.
- 1977 Banjo Paris Session Vol 2., Cézame CEZ 1041, participation comme mandoliniste (avec Bill Keith et Jim Rooney)
- 1979 Jean-Marie Redon Banjoistiquement Votre, Cézame CEZ 1049), participation comme guitariste.
- 1998 : Participation comme voix et guitariste à l'album No Disc|COWBOY BEBOP O.S.T.2 No Disc, sur le titre ELM, de Yoko Kanno (21/10/1998, chez Victor Entertainment)
- 2004 : CD International Guitar Night (2004, pour Favored Nations, avec les guitaristes Andrew York, Guinga, Brian Gore)

### Vidéos (Methodes et concerts)
- 2007 : The Guitar of Pierre Bensusan, Vol 1 Stefan Grossman Guitar Workshop
- 2007 : The Guitar of Pierre Bensusan, Vol 2 Stefan Grossman Guitar Workshop
- 1996 : Pierre Bensusan en Concert, Stefan Grossman Guitar Workshop
- 2016 : Pierre Bensusan's DADGAD Explorer: Guitar Intuite - An interactive video masterclass covering DADGAD, Truefire.

## Publications (avec tablatures)
- 1985 : Le Livre de Guitare, Selbstverl 187 p.  (ISBN 9782950114105).
- 1986 : The Guitar Book, Hal Leonard 188 p.  (ISBN 9780881886207).
- 1996 : Dadgad Music Composition From Spice & Wu Wei, John August Music / Mel Bay   (ISBN 9780786614523).
- 2020 : Guitar Collection, Bilingual édition - Transcriptions Azwan Album & Live Pieces, Music & Tabs, Intermediate and Advanced Levels Hal Leonard  (ISBN 9781540065551).

## Prix, récompenses
- 1975 : Rose d’Or du Festival de Montreux (Grand Prix du Disque Folk) pour Près de Paris.
- 2002 : Grand Prix de l'AFIM (USA) pour Meilleur Album Acoustique Instrumental (Intuite);
- 2002 : Intuite est Album de Guitare de l’Année fROOTS (UK), Meilleurs Albums GUITARIST MAGAZINE (UK)...
- 2008 : Altiplanos : 2008 Reader's Choice of Guitar Player Magazine Award winner (USA) for Best World Music Guitar Player.
- 2014 : Grand Prix des Independant Music Awards (USA), dans la catégorie du Meilleur Album en Public (Encore).